# 야마사키정 (효고현)
야마사키정(山崎町)은 효고현 시소군 중서부에 위치했던 정이다.
2005년에 야마사키정, 이치노미야정, 하가정, 지쿠사정이 4정을 합병해 시소시가 되었기 때문에 소멸하였다.

## 역사
- 1889년 4월 1일 - 정촌제 시행과 함께 2정 9촌에 정역을 확대해 성립하였다.
- 1954년 10월 1일 - 스가노촌을 편입하였다.
- 1955년 7월 20일 - 조시타촌, 도하라촌, 가와히가시촌, 쓰타자와촌, 간노촌, 히지마촌과 합병해 새로운 야마사키정이 성립하였다.
- 2005년 4월 1일 - 이치노미야정, 하가정, 지쿠사정과 합병해 시소시가 성립하였다. 동일 야마사키정은 폐지되었다.

## 교통

### 도로
- 주고쿠 자동차도
- 국도29호선